# Jerranat Nakaviroj
Jerranat Nakaviroj (28 de enero de 1990) es un deportista tailandés que compitió en taekwondo. Ganó una medalla en el Campeonato Mundial de Taekwondo de 2013, y dos medallas en el Campeonato Asiático de Taekwondo en los años 2008 y 2014.

## Palmarés internacional
| Campeonato Mundial  | Campeonato Mundial   | Campeonato Mundial | Campeonato Mundial |
| Año                 | Lugar                | Medalla            | Categoría          |
| ------------------- | -------------------- | ------------------ | ------------------ |
| 2013                | Puebla (México)      | Medalla de bronce  | –54 kg             |
| Campeonato Asiático |                      |                    |                    |
| Año                 | Lugar                | Medalla            | Categoría          |
| 2008                | Luoyang (China)      | Medalla de oro     | –54 kg             |
| 2014                | Taskent (Uzbekistán) | Medalla de plata   | –54 kg             |